# À Paris tous les trois
Pour plus de détails, voir Fiche technique et Distribution.
À Paris tous les trois (I Met Him in Paris) est un film américain de Wesley Ruggles sorti en 1937.

## Synopsis
Kay Denham est fiancée à Berk Sutter, mais elle ne pense qu'à une chose : visiter Paris. Berk se résout à la laisser partir. À bord du paquebot, elle fait la connaissance de Gene Anders et de George Potter. Le premier a des manières enjôleuses et presse Kay de partir pour un séjour en Suisse. Potter, quant à lui, est très pragmatique, mais il tombe également sous le charme de la jeune femme, et se décide à la suivre, pour la préserver des avances de son ami.

## Fiche technique
- Titre : À Paris tous les trois
- Titre original : I Met Him in Paris
- Réalisation : Wesley Ruggles
- Scénario : Claude Binyon d'après une histoire d'Helen Meinardi
- Production : Wesley Ruggles
- Société de production : Paramount Pictures
- Photographie : Leo Tover
- Montage : Otho Lovering
- Directeur musical : Boris Morros
- Musique originale : Charles Bradshaw et John Leipold (non crédités)
- Direction artistique : Hans Dreier et Ernst Fegté
- Costumes : Travis Banton
- Pays d'origine : États-Unis
- Format : noir & blanc - Son : Mono (Western Electric Mirrophonic Recording)
- Genre : Comédie
- Durée : 86 minutes
- Dates de sortie : 
  - États-Unis : 28 mai 1937, 2 juin 1937 (New York)
  - France : 16 juillet 1937

## Distribution
- Claudette Colbert : Kay Denham
- Melvyn Douglas : George Potter
- Robert Young : Gene Anders
- Lee Bowman : Berk Sutter
- Mona Barrie : Helen Anders
- Jean De Briac : Le steward
- Yola d'Avril : La femme française de la chambre 617
- George Davis : Le chauffeur de déneigeuse
- Fritz Feld
- Rudolph Anders
- Alexander Cross : John Hanley
- George Sorel